# Tébar
Tébar – gmina w Hiszpanii, w prowincji Cuenca, w Kastylii-La Mancha, o powierzchni 99,02 km². W 2011 roku gmina liczyła 372 mieszkańców.